# Helena Krmíčková
Helena Krmíčková (* 24. února 1955 Brno) je česká historička, emeritní vedoucí Ústavu archivnictví a pomocných věd historických na Filozofické fakultě Masarykovy univerzity. V rámci své pedagogické a odborné činnosti se zabývá středověkou latinou, církevní správou, edicemi středověkého diplomatického materiálu, epigrafikou, chronologií, metrologií a kodikologií.
Od roku 1979 působí na Filozofické fakultě Masarykovy univerzity v Brně. V roce 1980 dosáhla titulu PhDr. (Ustanovení o písemnostech ve středověkých právních sbírkách). V roce 1996 získala titul Dr. (Studie a texty k počátkům kalicha v Čechách) a konečně v roce 2001 jí byla udělena docentura (Dochování utrakvistických a protiutrakvistických děl z roku 1414). Je členkou redakční rady Sborníku prací filosofické fakulty Masarykovy univerzity – řady historické. Zároveň je také řešitelkou grantu Grantové agentury ČR Utrakvismus roku 1414. V roce 1995 získala cenu rektora Masarykovy univerzity za spoluautorství publikace Matthiae de Janov dicti Magistri Parisiensis Regularum Veteris et Novi Testamenti liber V De corpore Cristi (editionis volumen VI) (München, R. Oldenbourg Verlag 1993). Cenu rektora MU získala opět v roce 1998 za publikaci Studie a texty k počátkům kalicha v Čechách.
V roce 2014 se umístila na prvním místě mezi vyučujícími Filozofické fakulty v soutěži o Cenu rektora Masarykovy univerzity pro vynikající pedagogy, za což obdržela malou bronzovou medaili Masarykovy univerzity.

## Vybrané publikace
- Krmíčková, Helena. Petri Clarificatoris Vita domini Iohannis, Pragensis archiepiscopi tercii. In QUERITE PRIMUM REGNUM DEI. Brno : Matice moravská, 2006. od s. 441-461, 21 s. ISBN 80-86488-35-7
- Krmíčková, Helena - Sviták, Zbyněk - Nechutová, Jana - Krejčíková, Jarmila. Codex diplomaticus et epistolaris regni Bohemiae. Praha : Academia, 2006. 327 s. VI.1. ISBN 80-200-1522-1
- Krmíčková, Helena. Jakoubkova utrakvistická díla z roku 1414. In Jakoubek ze Stříbra Texty a jejich působení. Praha : FILOSOFIA, 2006. od s. 171-181, 11 s. ISBN 80-7007-227-X
- Krmíčková, Helena. Medievalia historica Bohemica 2005. Praha : Historický ústav AV ČR Praha, 2005. 12 s. Medievalia historica Bohemica 2005. ISBN 80-7286-091-7
- Krmíčková, Helena - Sviták, Zbyněk. Dva chronologické příspěvky k listinám z období 1. interregna (1278-1283) ( In margine CDB VI). Medievalia historica Bohemica 2005, Praha : Historický ústav, 2005, 10, od s. 149-160, 12 s. ISSN 0862-979X. 2005
- Krmíčková, Helena. Vliv Matěje z Janova na utrakvismus Jakoubka ze Stříbra a Mikuláše z Drážďan. In Mistr Matěj z Janova ve své a v naší době. Brno : L. Marek Brno, 2002. s. 78-87. ISBN 80-86263-36-3
- Krmíčková, Helena. The Janovite Theory and the Renewal of the Lay Chalice, The Bohemian Reformation and Religious Practice. In David, Z.. V. - Holeton, D. R. Papers from the XIX World Congress of the Czechoslovak Society of Arts and Sciences. 1. vyd. Praha : L. Marek Brno, 2000. s. 63-68. Vol. 3. ISBN 80-902262-4-8
- Krmíčková, Helena. K pramenům Husovy kvestie De sanguine Christi sub specie vini. Sborník prací Filosofické fakulty brněnské university. C, Řada historická, Brno : Filosofická fakulta brněnské university, 1998, 45s. 79-101. ISSN 0231-7710.1999
- Krmíčková, Helena. The Fifteenth Century Origins of Lay Communion sub utraque in Bohemia. In The Bohemian Reformation and Religious Practice. Praha : Papers from the XVIIIth World Congress of the Czechoslovak Society of Arts and Sciences, 1998 s. 57-65. ISBN 80-902262-1-3
- Krmíčková, Helena. K posloupnosti louckých opatů ve 13. století. Časopis Matice moravské, V Brně : Matice moravská v Brně, 116, 1s. 53-65. ISSN 0323-052X. 1997
- Krmíčková, Helena. Le Malogranatum et la question de la communion fréquente. Ci^teaux, commentarii cistercienses, 47s. 135-143. 1997
- Krmíčková, Helena. Několik poznámek k přijímání maličkých 1414-1416. In Sborník prací filozofické fakulty BU. Brno : Masarykova univerzita, 1997. s. 59-69. C 44. ISBN 80-210-1763-5
- Krmíčková, Helena. Studie a texty k počátkům kalicha v Čechách. Brno : Masarykova univerzita Brno, 1997. ISBN 80-210-1533-0